# Stenochironomus recticaudatus
Stenochironomus recticaudatus är en tvåvingeart som beskrevs av Art Borkent 1984. Stenochironomus recticaudatus ingår i släktet Stenochironomus och familjen fjädermyggor.
Artens utbredningsområde är Nordkorea. Inga underarter finns listade i Catalogue of Life.